# Treviri
Treviri (AFI: /ˈtrɛviri/; in tedesco Trier; in francese Trèves; in lussemburghese Tréier) è una città extracircondariale di 110 570 abitanti nella parte occidentale del Land tedesco della Renania-Palatinato; è sede di una prestigiosa università. Pur essendo una città extracircondariale ospita la sede amministrativa del circondario (Landkreis) di Treviri-Saarburg.

## Geografia fisica
Treviri è situata nel mezzo della media valle della Mosella e gran parte della città è situata sulla riva destra del fiume. A nord e a sud si trovano colline per lo più coltivate con vigneti. La città è situata a circa 15 km dal confine con il Lussemburgo.

## Storia

### Età antica
Le prime tracce di insediamenti umani nell'area risalgono all'epoca della ceramica lineare (5500-4500 a.C.). Secondo una leggenda fu Trebata (o Trebeta), figlio di Ninus re degli Assiri, a fondare la città circa 1300 anni prima della fondazione di Roma.
Fonti più certe affermano che Treviri è di origine romana, nell'anno 16 a.C. fu fondata nei pressi di un insediamento militare, risalente al 30 a.C., la città di Augusta Treverorum, capoluogo della provincia romana della Gallia Belgica. Questo fa di Treviri una delle città più antiche del territorio tedesco.
A partire dalla seconda metà del III secolo fu sede vescovile, il primo vescovo fu Eucario. Fu distrutta nel 275 dagli Alemanni e dal 293 al 395 fu una delle capitali dell'impero romano d'Occidente. Sotto il regno di Costantino (306-324) la città fu ampliata e furono costruite la basilica Palatina di Costantino e le terme imperiali.
A partire dal 318 fu sede della Prefettura del pretorio delle Gallie, uno dei due enti più importanti dell'Impero Romano d'Occidente. Dal 328 al 340 vi risiedette l'imperatore Costantino II e dal 367 Valentiniano I. Nel 407, in concomitanza dell'invasione della Gallia da parte di Vandali, Alani e Suebi, la prefettura fu spostata ad Arles. Treviri diede anche i natali a Sant'Emidio, patrono della città di Ascoli Piceno contro il terremoto, e a Sant'Ambrogio.

### Medioevo

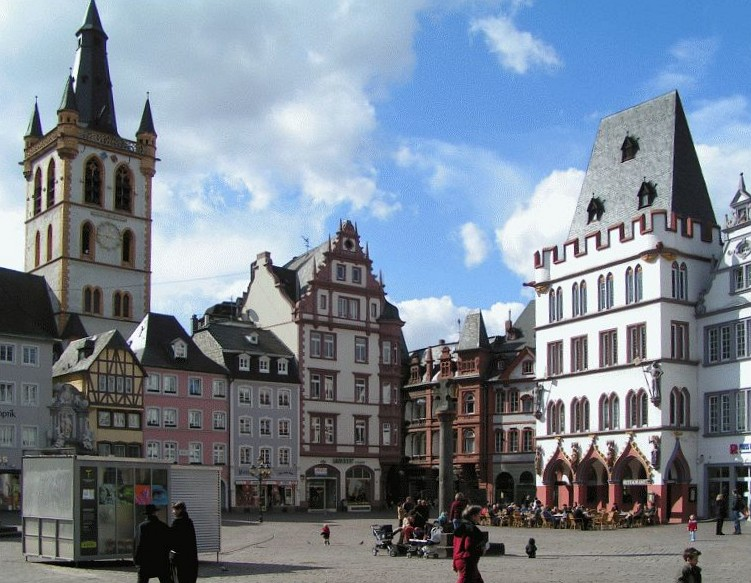
Il medievale Hauptmarkt, la centrale Piazza del mercato.

Treviri è la più antica sede episcopale di Germania. Il Cristianesimo vi venne introdotto nel 70 da commercianti siriani e nel 314, in piena epoca Romana vi fu fondato il primo vescovado a nord delle Alpi. Nel 339 o 340 vi nacque Sant'Ambrogio, vescovo e patrono di Milano.
Durante il regno di Carlo Magno venne elevata al rango di arcidiocesi e nel 772 nominò l'arcivescovo di Treviri Principe vescovo, che gli garantiva la completa immunità giudiziaria per tutte le sue proprietà (chiese, monasteri, villaggi e castelli). Col Trattato di Verdun dell'843 la città e i suoi territori vengono inclusi nella Lotaringia, e gli arcivescovi ottennero nel IX-X secolo il diritto di imporre le tasse e quello di zecca, che gli garantivano una larga autonomia. Sin dal XIV secolo, con la promulgazione della Bolla d'oro, l'arcivescovo di Treviri fu inoltre insignito dell'importante incarico di Principe elettore del Sacro Romano Impero. Dalla fine del XVII secolo la sede principesca venne condivisa in alternanza con Coblenza, fino al 1786 quando l'ultimo vescovo-elettore, Clemente Venceslao di Sassonia, risiedette esclusivamente in quest'ultima. L'arcivescovo controllava territori dai confini con la Francia al Reno, e mantenne il potere fino al 1795, quando i territori della riva sinistra del Reno vennero occupati dalle truppe francesi rivoluzionarie.
Nel Medioevo (XIV secolo) alcune famiglie ebraiche lasciarono la città per andare prima in Francia (dove sono conosciuti come “Trèves”, nome francese di Treviri, e il molto più diffuso, specie in Alsazia, “Dreyfus”) e in seguito nell’Italia settentrionale, stanziandosi in Valle d'Aosta (dove portano il cognome francofono di Trèves, diffuso in particolare nella zona di Émarèse e di Saint-Vincent), in Piemonte e in Friuli-Venezia Giulia (italianizzato in “Treves”). Membri importanti della famiglia sono: Joseph-Marie Trèves, prete valdostano, Alberto Treves de Bonfili, primo ebreo nobile italiano per volere di Napoleone Bonaparte, e Alfred Dreyfus, militare parigino accusato senza prove di tradimento per motivi antisemiti e imprigionato per molti anni sull’isola del Diavolo.

### Dalla Francia alla Prussia
Treviri, occupata dai francesi nel 1794, era stata legata da vincoli commerciali con le altre città della Francia, venendo coinvolta, nel bene e nel male, nelle varie fasi della Rivoluzione fino al governo di Napoleone I. Nel 1815, venne annessa alla Prussia, la cui politica era fortemente conservatrice.
Pochi anni dopo, nel 1818, qui ebbe i natali Karl Marx.

## Monumenti e luoghi d'interesse

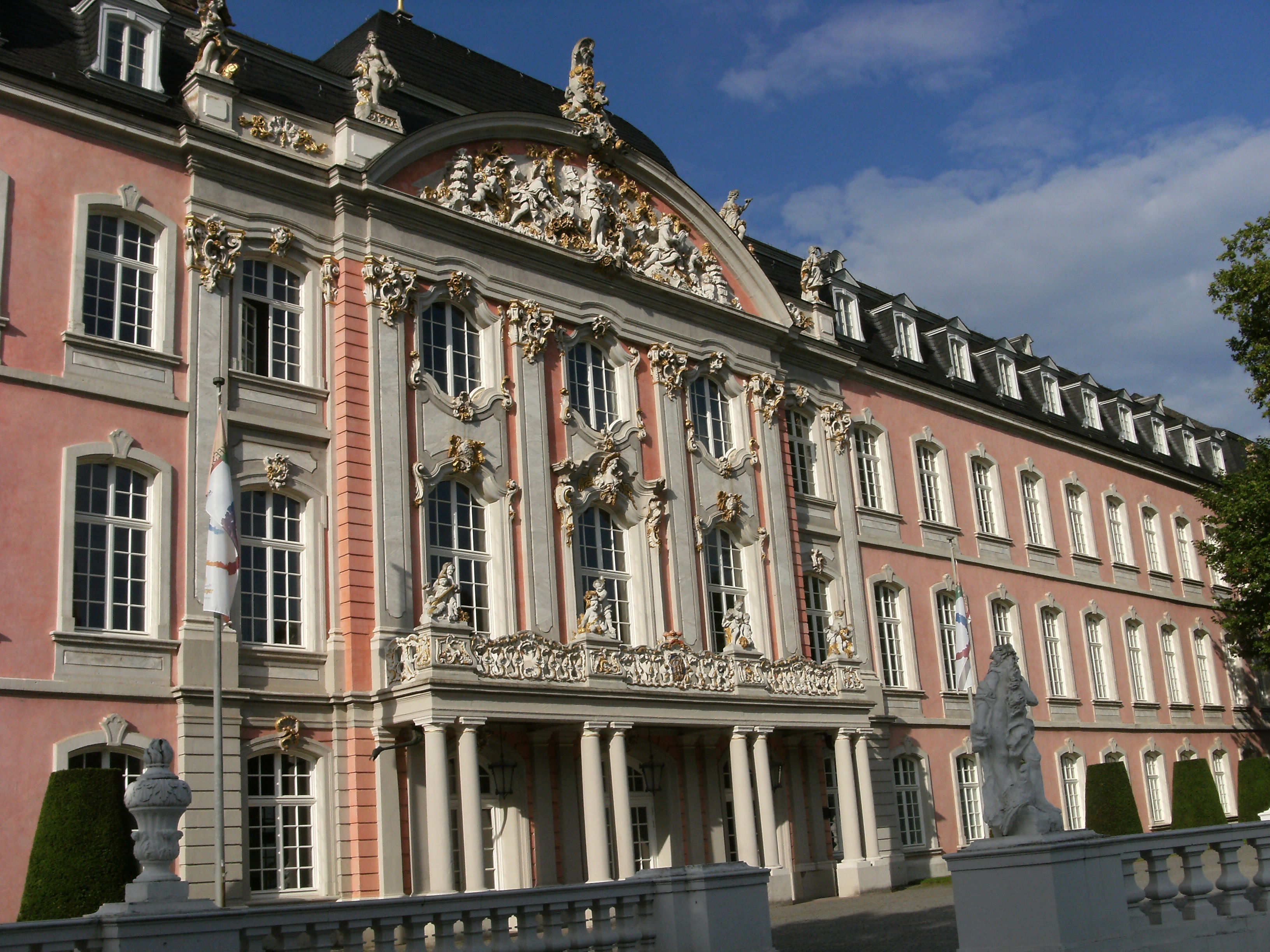
Il Palazzo del Principe Elettore.

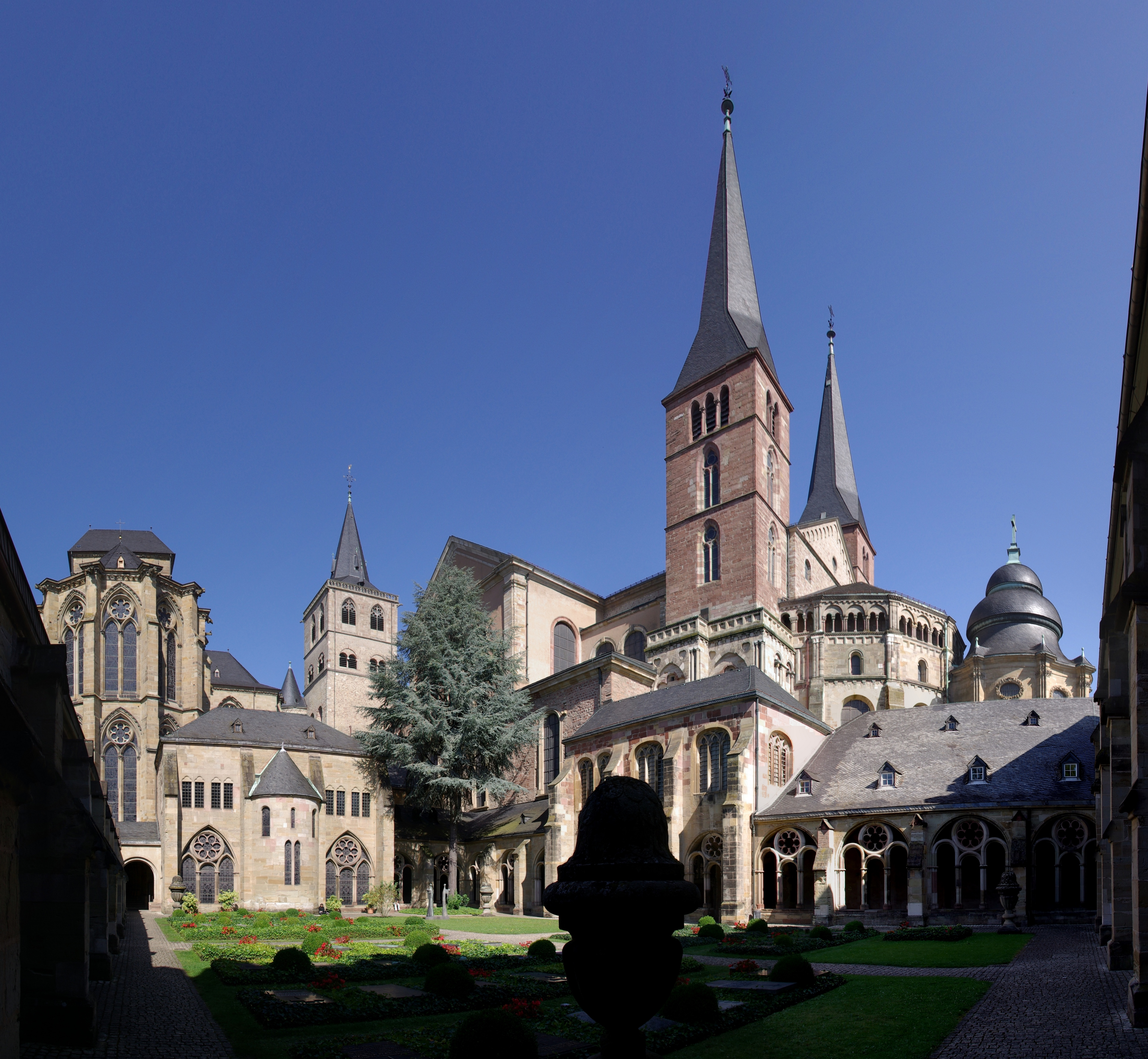
Veduta del Duomo di San Pietro e della Chiesa di Nostra Signora.

La città è famosa per i numerosi edifici di epoca romana ancora ben conservati. Treviri era una delle quattro capitali della Tetrarchia, con Milano, Sirmio e Nicomedia, a oggi quella meglio conosciuta archeologicamente. La sua stagione architettonica si concentrò durante la prima e la seconda tetrarchia, proseguita poi da Costantino e Valentiniano I fino al 395. Qui, nei numerosi monumenti superstiti, si può percepire la magnificenza dell'epoca e l'adozione di quei principi spaziali tipici del periodo tardo antico. Dal 1986 gran parte dei monumenti di origine romana e medievale della città (e delle vicinanze) fanno parte del complesso dei Beni patrimonio dell'umanità di Treviri, così inserito nell'Elenco dei patrimoni dell'umanità dall'UNESCO.

### Architetture civili
- Porta Nigra, era la porta di ingresso alla città romana, realizzata in arenaria grigia tra il 180 e il 200 d.C è il più importante monumento cittadino e rappresenta una delle porte di epoca romana meglio conservata a nord delle Alpi.
- Circo romano e Anfiteatro, vennero edificati verso il 310 vicino al palazzo imperiale di Treviri. Oggi ne rimangono alcuni resti.
- Terme Imperiali e le Terme di Barbara; simboli dell'epoca in cui la città era una delle capitali della Tetrarchia.
- Basilica Palatina di Costantino, enorme basilica civile nel senso che gli antichi Romani davano al termine, è la sala del trono lunga 67 metri eretta per volere dell'Imperatore Costantino.
- Ponte romano, il Römerbrücke, attraversa il fiume Mosella ed è il più vecchio ponte ancora in uso dell'intera Germania, risalente al 45 d.C.
- Hauptmarkt, la Piazza del mercato centrale sorge a metà strada dell'antico decumano romano. Cinta da notevoli monumenti medievali, al centro si ergono una croce del 958 e una fontana del 1595.
- Kurfürstliches Palais, il Palazzo dell'Arcivescovo principe-elettore, è un grande complesso rinascimentale su fondazioni romane. Mirabile la facciata meridionale rococò del 1761 che dà sul giardino alla francese.
- Casa natale di Karl Marx, che ospita oggi un museo dedicato al famoso filosofo.

### Architetture religiose
- Duomo di San Pietro, Dom Sankt Peter, è la più antica cattedrale vescovile della Germania. Ricostruita in stile romanico dall'XI secolo, venne terminata nel 1196 e poi modificata nel XIII secolo e barocchizzata nella decorazione nel 1717.[5]
- Chiesa di Nostra Signora, Liebfrauenkirche, insieme al Duomo di Magdeburgo, è la più antica chiesa gotica di Germania, e rappresenta uno dei capolavori del Gotico tedesco. Costruita fra il 1230 e il 1243, presenta un'originale pianta a croce greca con quattro cappelle quadrangolari fra i bracci, che le danno una forma di Rosa Mystica.[5]
- Chiesa di San Gengolfo, medievale, sorge sull'Hauptmarkt.
- Basilica di San Paolino, (basilica minore), grande capolavoro barocco settecentesco, opera di Johann Balthasar Neumann
- Chiesa di St. Matthias, chiesa paleocristiana
- Chiesa di Santa Maria e San Martino
- Chiesa della Santissima Trinità
- Abbazia di Sant'Irmina (o abbazia di Öhren), ex abbazia e oggi casa di riposo

## Cultura

### Istruzione
A Treviri ha sede l'Università di Treviri (Universität Trier), fondata nel 1473, chiusa nel 1796 e riaperta nel 1970.

### Musei
- Rheinisches Landesmuseum Trier
- Städtisches Museum Simeonstift
- Casa di Karl Marx

## Clima
| Treviri             | Mesi | Mesi | Mesi | Mesi | Mesi | Mesi | Mesi | Mesi | Mesi | Mesi | Mesi | Mesi | Stagioni | Stagioni | Stagioni | Stagioni | Anno |
| Treviri             | Gen  | Feb  | Mar  | Apr  | Mag  | Giu  | Lug  | Ago  | Set  | Ott  | Nov  | Dic  | Inv      | Pri      | Est      | Aut      | Anno |
| ------------------- | ---- | ---- | ---- | ---- | ---- | ---- | ---- | ---- | ---- | ---- | ---- | ---- | -------- | -------- | -------- | -------- | ---- |
| T. max. media (°C)  | 3,6  | 5,6  | 9,7  | 13,7 | 18,5 | 21,6 | 23,4 | 22,9 | 19,6 | 14,0 | 7,9  | 4,7  | 4,6      | 14,0     | 22,6     | 13,8     | 13,8 |
| T. min. media (°C)  | −0,9 | −0,4 | 1,6  | 4,1  | 7,9  | 11,2 | 12,7 | 12,4 | 9,7  | 6,1  | 2,6  | 0,4  | −0,3     | 4,5      | 12,1     | 6,1      | 5,6  |
| Precipitazioni (mm) | 53   | 48   | 51   | 44   | 61   | 63   | 65   | 67   | 54   | 54   | 64   | 60   | 161      | 156      | 195      | 172      | 684  |

## Economia
Essa è stata sede dell'azienda di macchine fotografiche Foitzik-Kamerawerke, che operò dal 1945 al 1958.

## Amministrazione

### Suddivisioni
La città è suddivisa in 19 distretti:
| Distretto con numero identificativo                             | Superficie in km² | Abitanti 31-12-2006 | Abitanti 31-12-2009 |
| --------------------------------------------------------------- | ----------------- | ------------------- | ------------------- |
| 11 Mitte/Gartenfeld                                             | 2,978             | 12 648              | 11 954              |
| 12 Nord (Nells Ländchen, Maximin)                               | 3,769             | 14 256              | 13 405              |
| 13 Süd (St. Barbara, St. Matthias bzw. St. Mattheis)            | 1,722             | 9 409               | 9 123               |
| 21 Ehrang/Quint                                                 | 26,134            | 9 397               | 9 195               |
| 22 Pfalzel                                                      | 2,350             | 3 558               | 3 514               |
| 23 Biewer                                                       | 5,186             | 1 985               | 1 949               |
| 24 Ruwer/Eitelsbach (Kenner Flur bzw. Siedlung Wasserwerk)      | 9,167             | 3 142               | 3 091               |
| 31 West/Pallien                                                 | 8,488             | 7 117               | 7 005               |
| 32 Euren (Herresthal)                                           | 13,189            | 4 116               | 4 207               |
| 33 Zewen (Oberkirch)                                            | 7,496             | 3 695               | 3 634               |
| 41 Olewig                                                       | 3,100             | 3 312               | 3 135               |
| 42 Kürenz (Alt-Kürenz, Neu-Kürenz, Petrisberg)                  | 5,825             | 8 578               | 8 708               |
| 43 Tarforst                                                     | 4,184             | 6 827               | 6 605               |
| 44 Filsch                                                       | 1,601             | 830                 | 761                 |
| 45 Irsch                                                        | 4,082             | 2 410               | 2 351               |
| 46 Kernscheid                                                   | 3,768             | 999                 | 958                 |
| 51 Feyen/Weismark                                               | 5,095             | 5 845               | 5 689               |
| 52 Heiligkreuz (Alt-Heiligkreuz, Neu-Heiligkreuz, St. Maternus) | 2,036             | 6 766               | 6 672               |
| 53 Mariahof (St. Michael)                                       | 7,040             | 3 212               | 3 120               |
| Totale:                                                         | 117,210           | 108 102             | 105 076             |

### Gemellaggi
Treviri è gemellata con:
- Metz, dal 1957
- Ascoli Piceno, dal 1958
- Gloucester, dal 1959
- 's-Hertogenbosch, dal 1968
- Pola, dal 1971[7]
- Fort Worth, dal 1987
- Weimar, dal 1990
- Nagaoka, dal 2006
- Mbabane, dal 2014

La città è gemellata con Ascoli Piceno per via di Sant'Emidio, patrono della città Picena ma nativo di Treviri (273).

## Galleria d'immagini

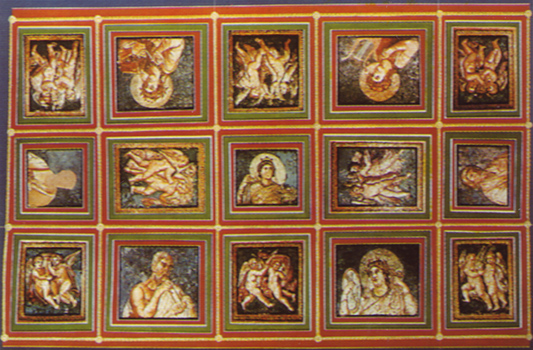
Soffitto affrescato del palazzo di Crispo a Treviri
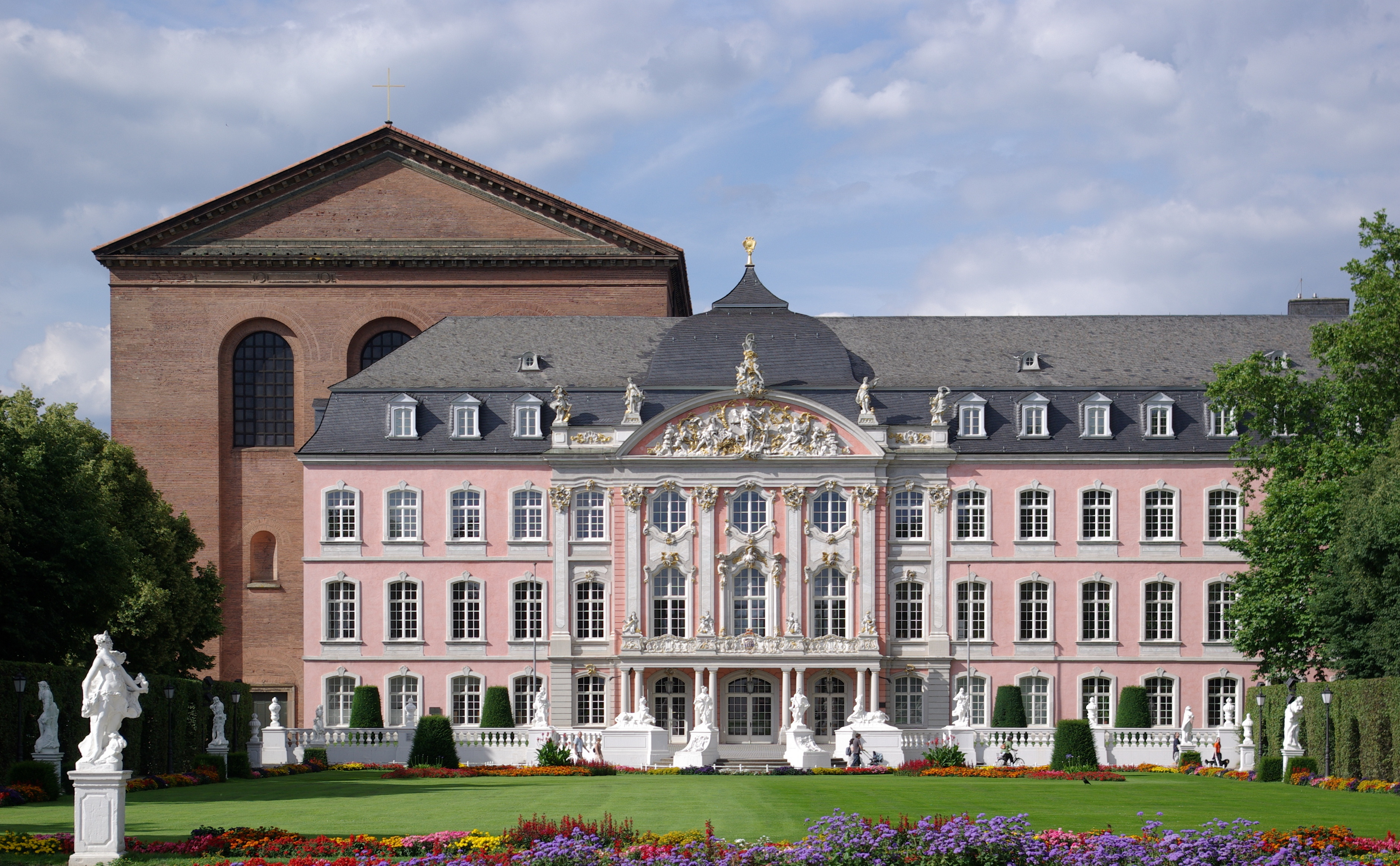
La residenza del principe elettore e, sullo sfondo, la Curia romana
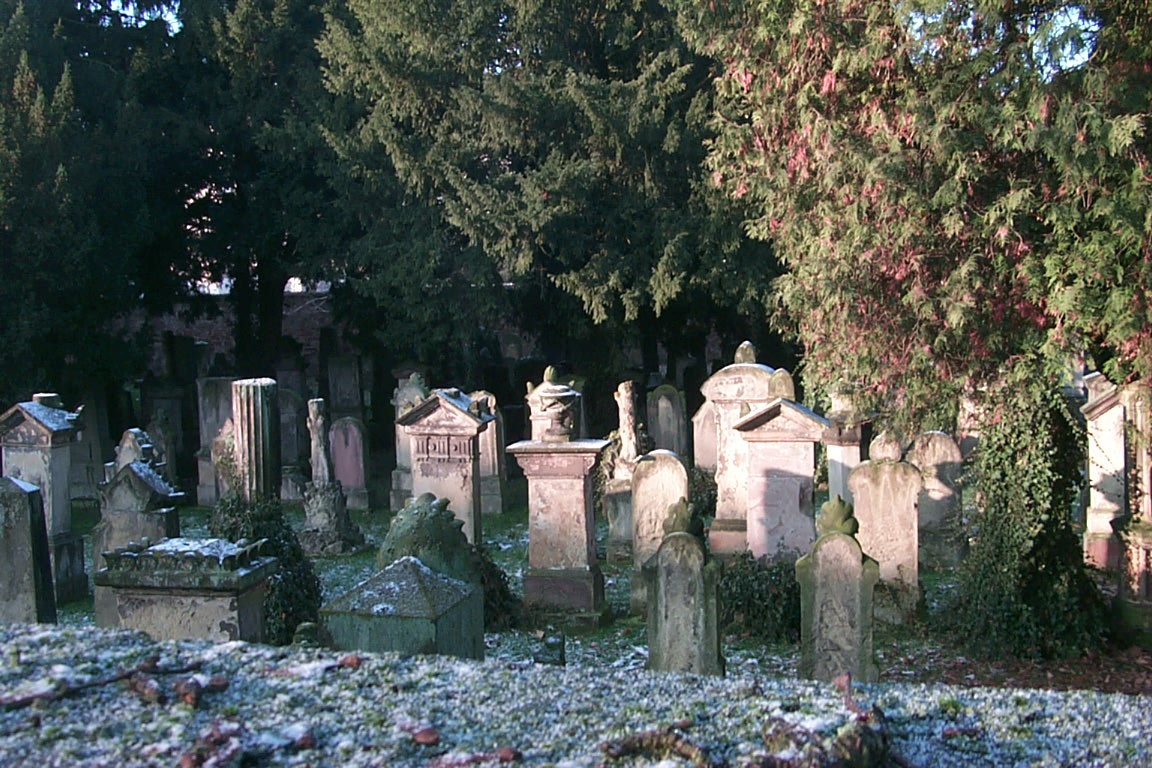
Vecchio cimitero ebraico
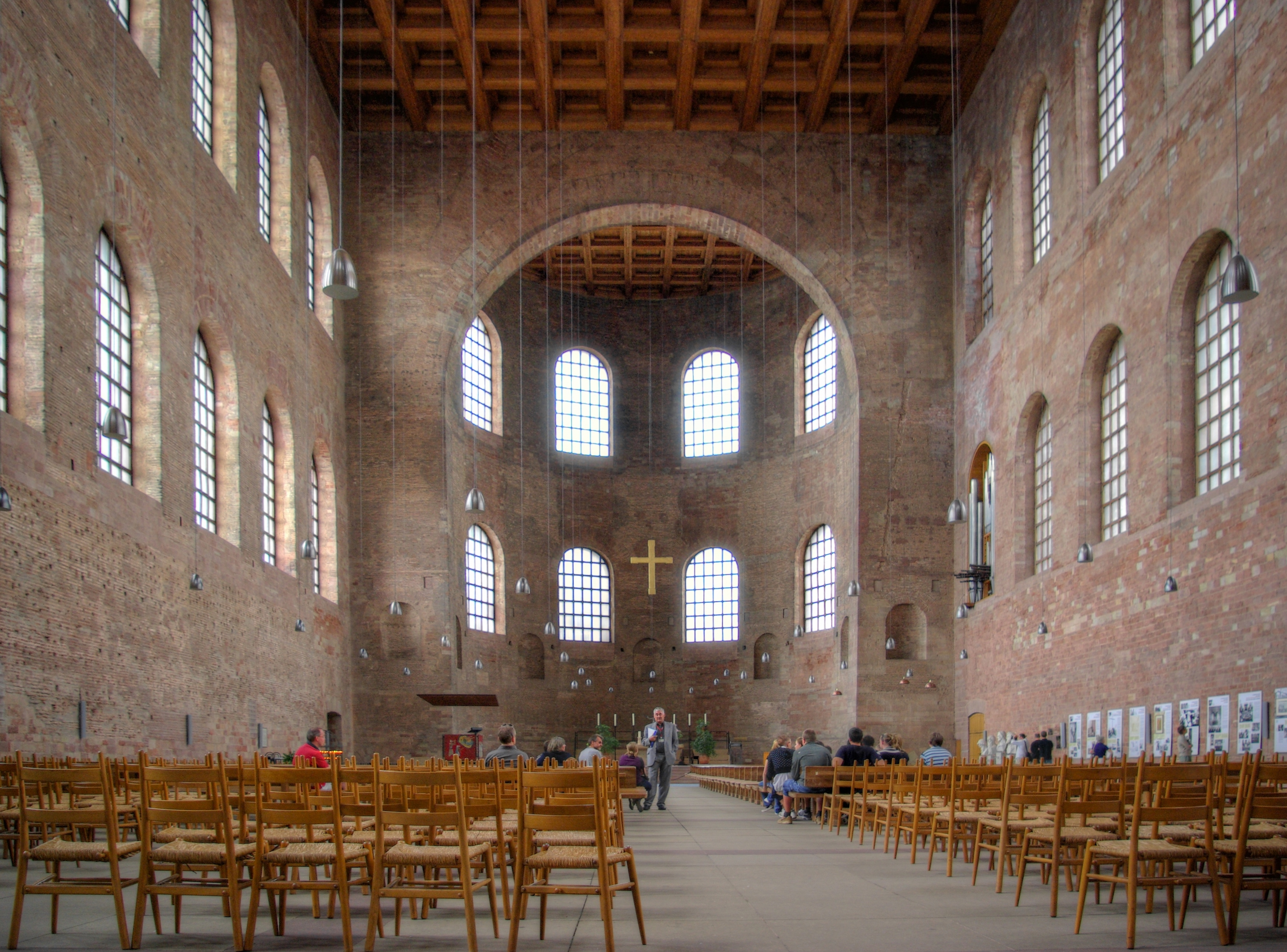
La basilica dell'imperatore romano, Costantino I
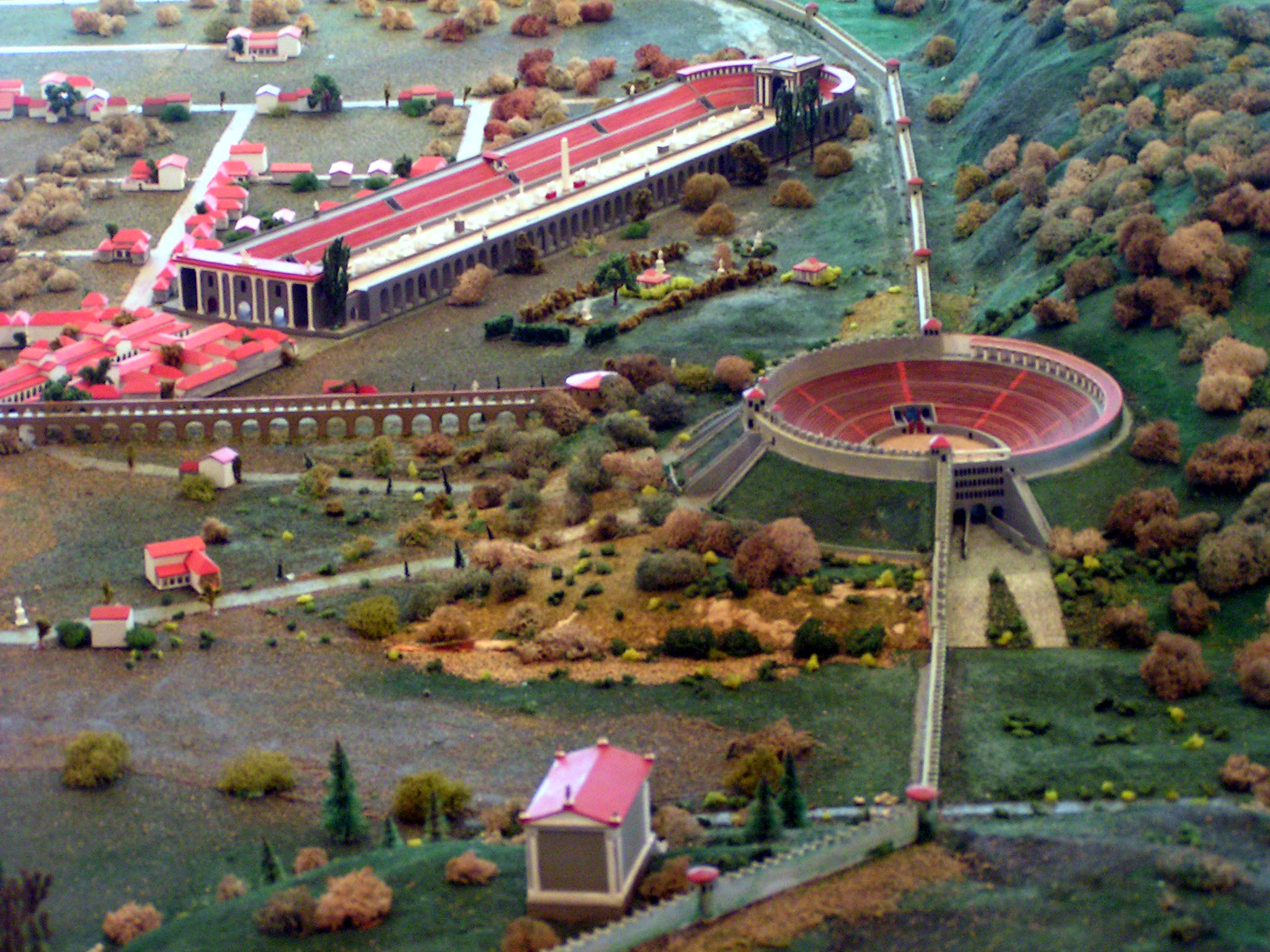
Modellino della romana Augusta Treverorum, con al centro l'anfiteatro romano
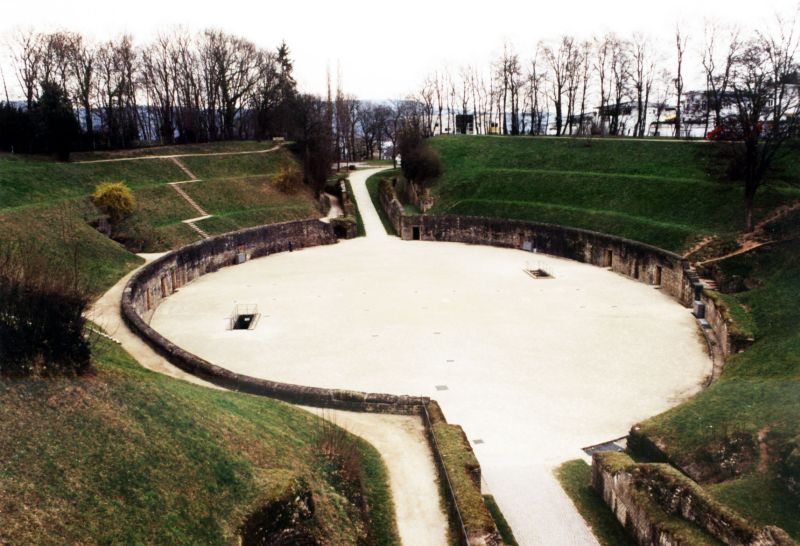
L'anfiteatro romano oggi
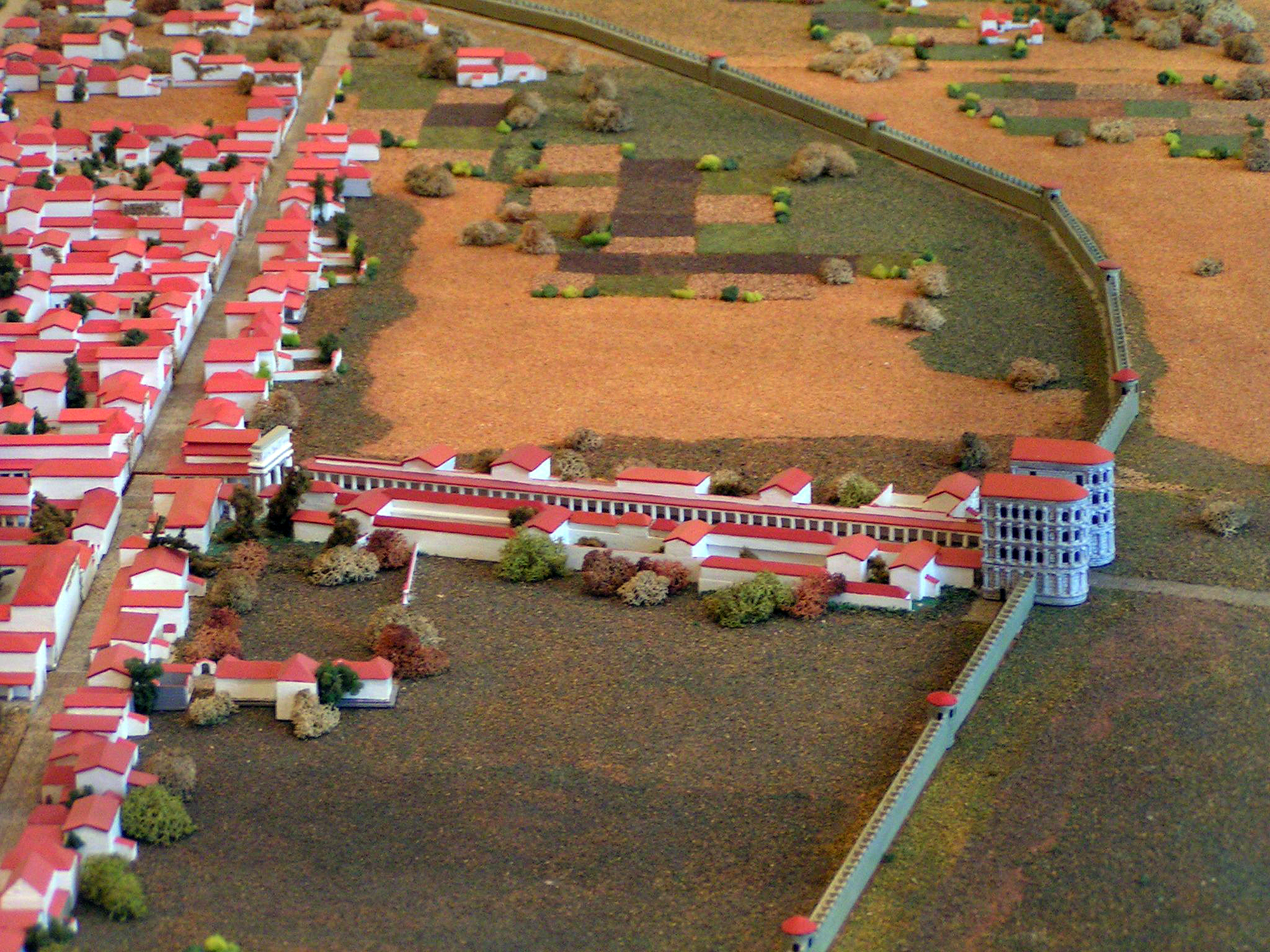
Modellino della città romana, con in evidenza la porta Nigra
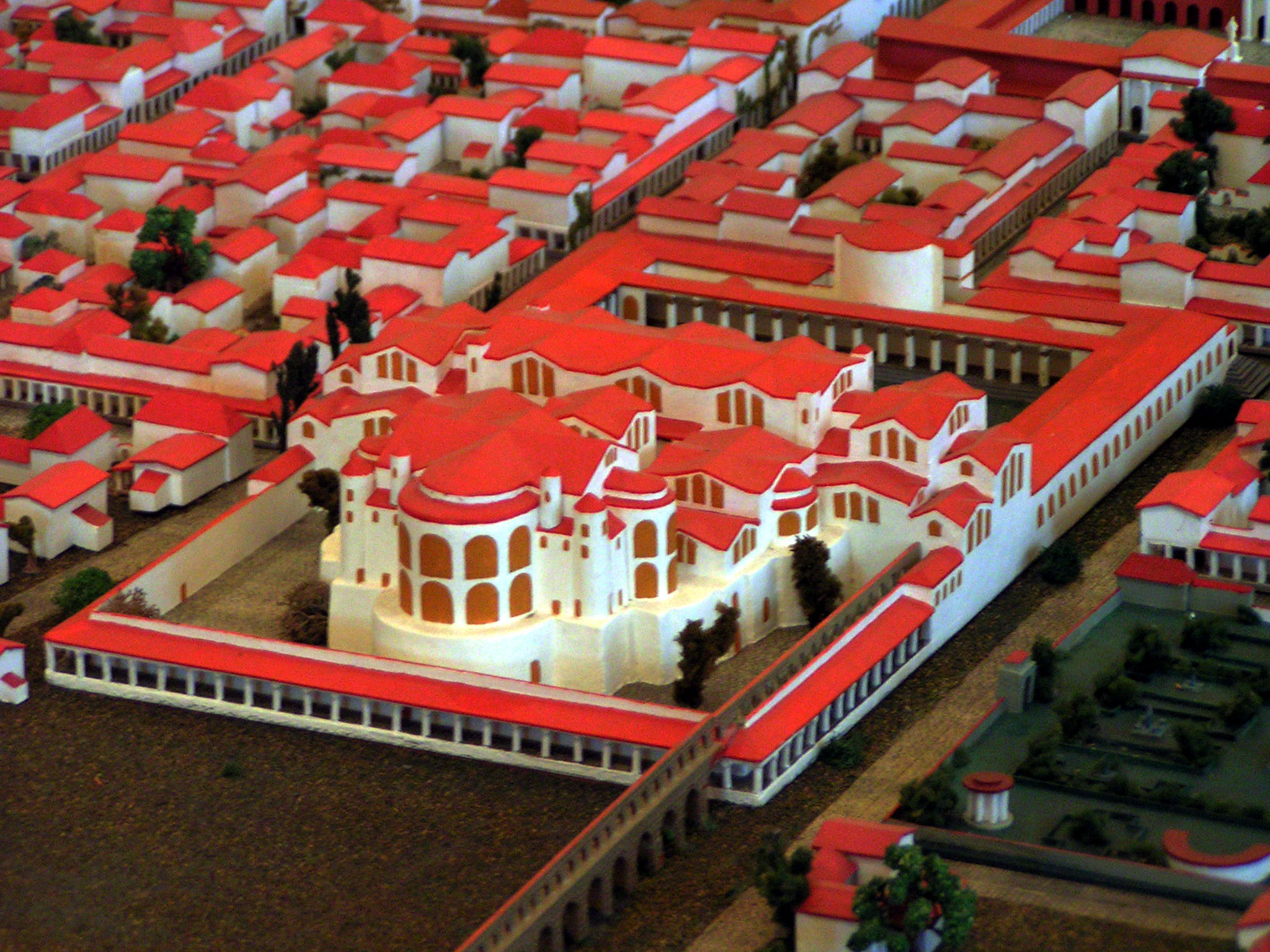
Modellino di come dovevano apparire le terme romane in antichità
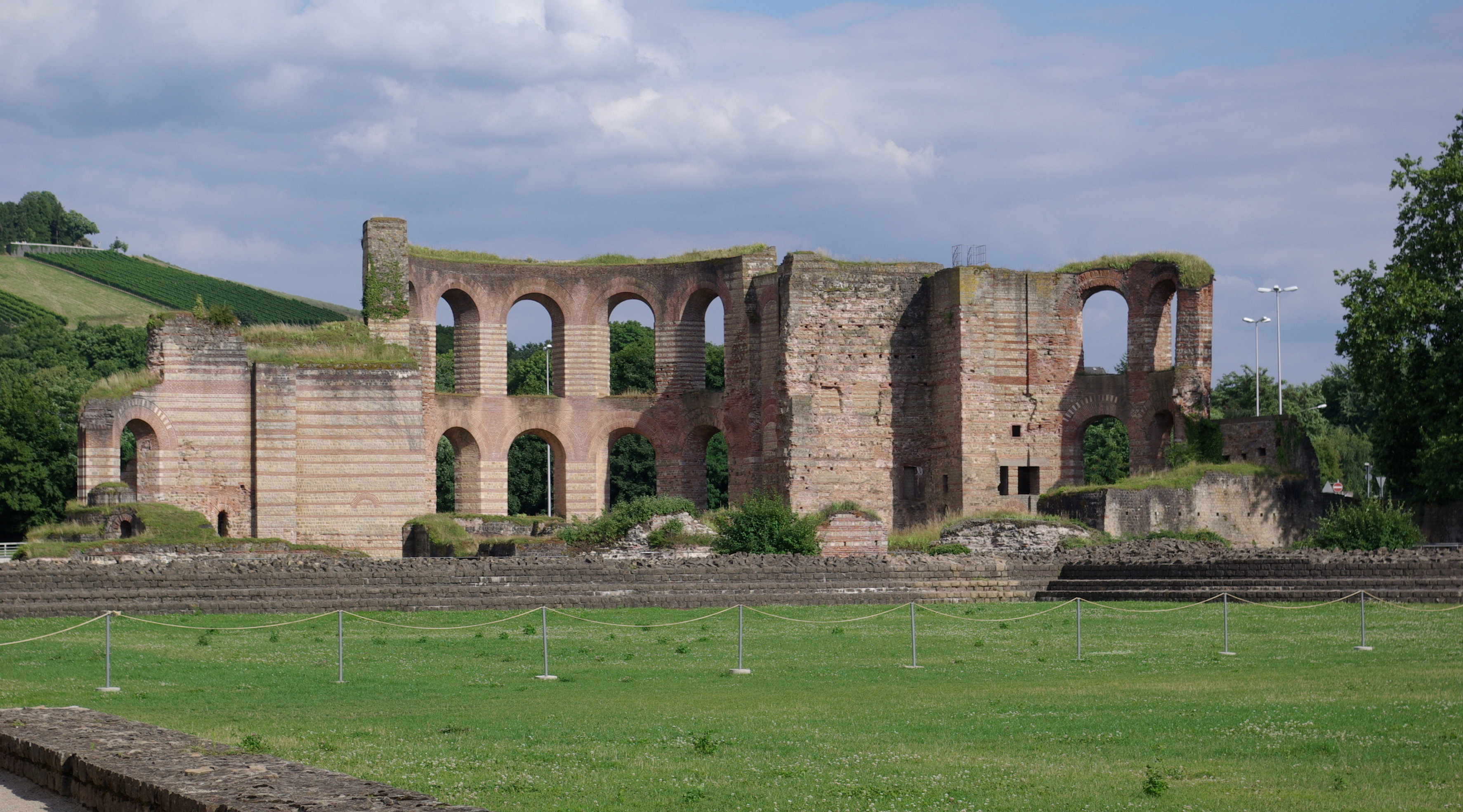
Le terme romane oggi
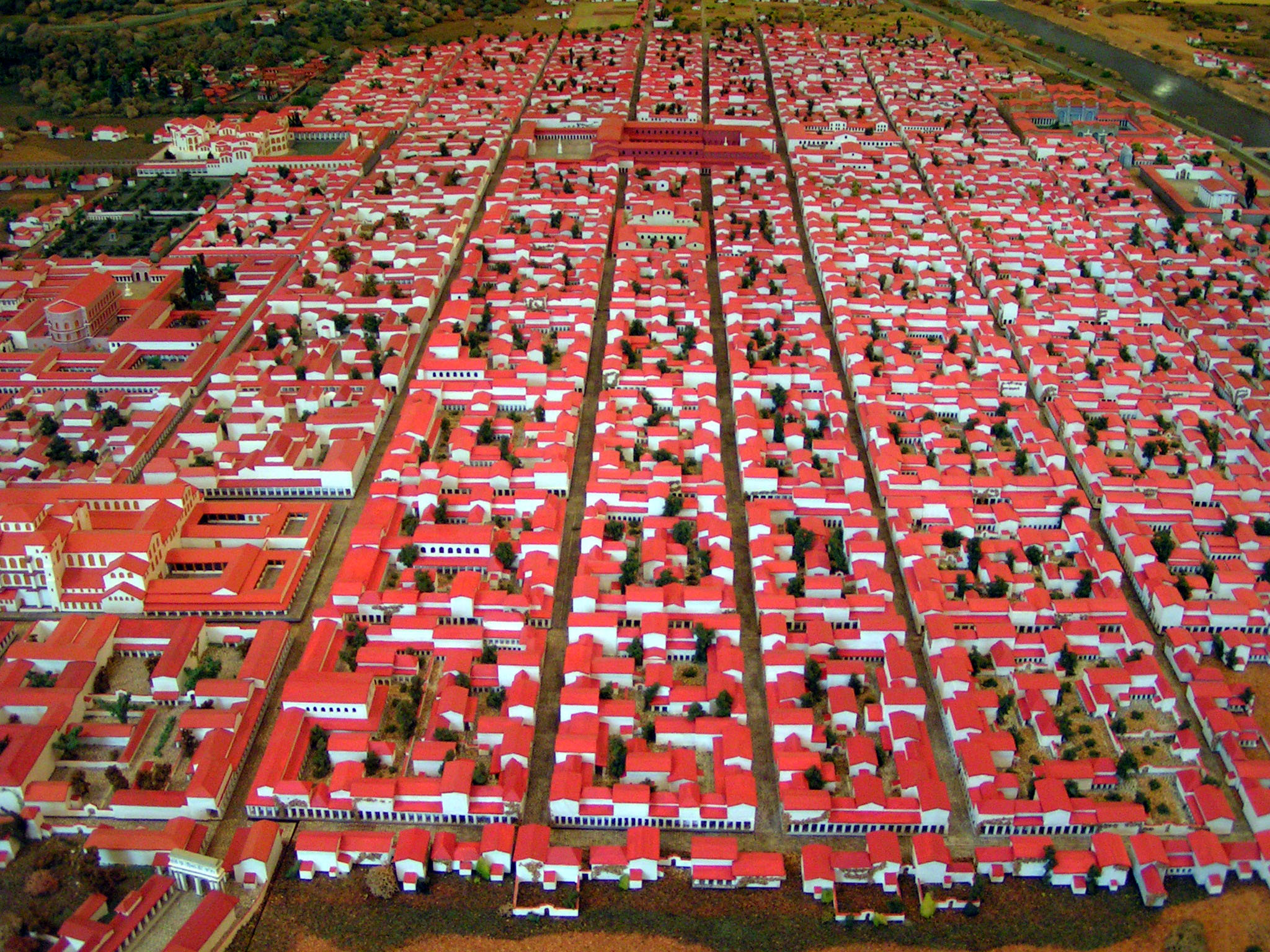
Modellino della città romana e dei suoi quartieri antichi
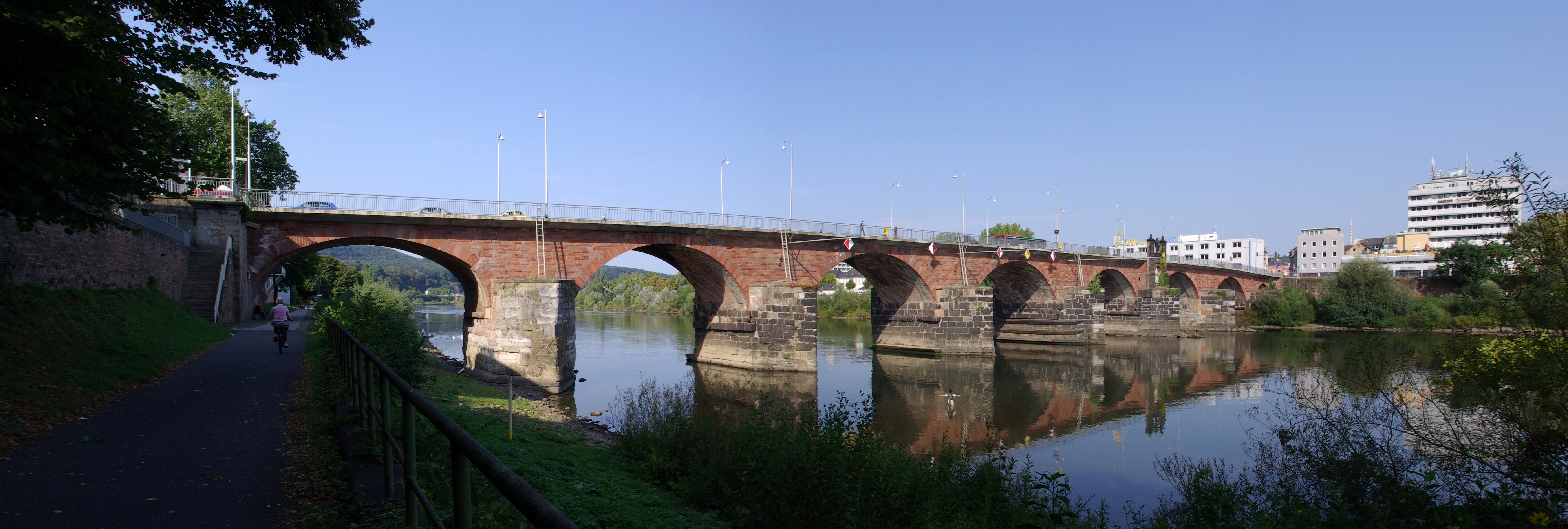
Il ponte romano di Treviri sulla Mosella
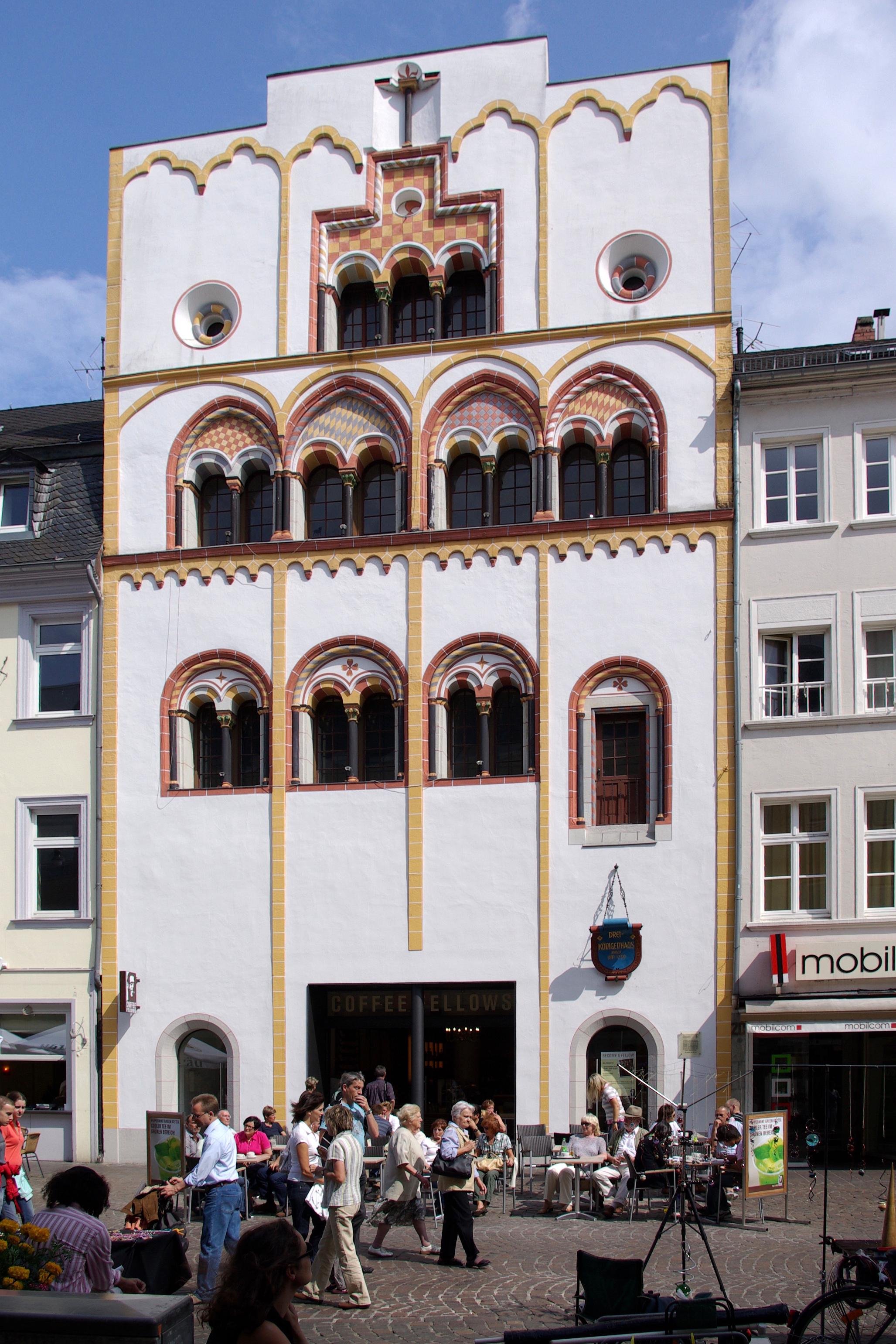
Casa dei Re Magi (Dreikönigenhaus), edificio abitativo di origine medievale